# Dahlica wockei
Dahlica wockei is een vlinder uit de familie zakjesdragers (Psychidae). De wetenschappelijke naam van deze soort is voor het eerst geldig gepubliceerd in 1870 door Heinemann.
De soort komt voor in Europa.